# Шершун Богдан Миколайович
Богда́н Микола́йович Ше́ршун (14 травня 1981, Хмельницький — 7 січня 2024, Бельгія) — український футболіст, захисник. Відомий виступами за московський ЦСКА та дніпровський «Дніпро».

## Біографія

### Клубна кар'єра
Вихованець футбольної школи хмельницького «Поділля» і дніпропетровського «Дніпра». Професійні виступи розпочав у «Дніпрі» з 1997 року, паралельно виступаючи за дублюючу команду.
Дебютував у вищій лізі Шершун 5 жовтня 1997 року у віці 17 років у матчі проти донецького «Металурга», який завершився перемогою «дніпрян» з рахунком 2-0. Богдан вийшов на поле на останній хвилині матчу.
Влітку 2001 року Богдан разом з «Дніпром» став бронзовим призером чемпіонату України сезону 2000/01, що дозволило команді вперше за чотири роки потрапити у єврокубки.

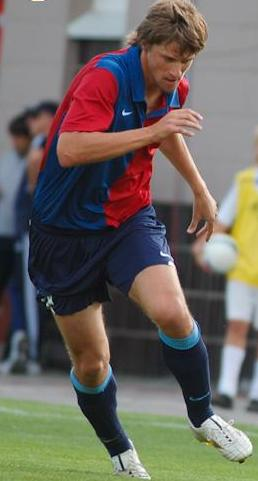
Богдан Шершун під час виступів за «Арсенал» (Київ)

20 вересня 2001 року Шершун дебютував у єврокубках у рамках матчу першого раунду Кубка УЄФА сезону 2001/02 проти італійської «Фіорентини», який завершився в нічию 0-0. У матчі-відповіді в Флоренції, який Богдан, як і першим матч, відіграв повністю, українська команда програла з рахунком 2-1 і припинила виступи в єврокубках.
Після цього двадцятирічного молодого захисника примітило московське ЦСКА, до складу якого Богдан Шершун приєднався на початку 2002 року.
За ЦСКА дебютував 23 березня 2002 року в матчі проти московського «Динамо». Перший гол забив 6 жовтня 2002 року в ворота петербурзького «Зеніта». Всього, з урахуванням Кубка Росії та єврокубків, за ЦСКА провів 81 матч, забив 2 голи та виграв низку національних титулів, а також Кубок УЄФА.
Влітку 2005 року повернувся в «Дніпро», де відразу став основним захисником команди й постійно виступав до осені 2008 року. Після того, як новим головним тренером команди став Володимир Безсонов, Шершун втратив місце в команді, тому на початку 2009 року був відданий на правах оренди в київський «Арсенал».
21 липня 2010 року підписав повноцінний контракт на два роки з «канонірами», проте з сезону 2011/12 став все рідше потрапляти до основи й після його завершення в статусі вільного агента залишив Київ.
Влітку 2012 року Шершун на правах вільного агента перейшов до криворізького «Кривбаса». В червні 2013 року криворізька команда припинила своє існування. Після цього Богдан Шершун уклав контракт з «Волинню».
Наприкінці 2014-го у Шершуна закінчився контракт із «Волинню», клуб його продовжувати не забажав. Футболіст зізнався, що мав пропозицію із Росії, однак відмовився через політичну ситуацію поміж країнами.
На початку 2015 року пішов на тренерські курси при Федерації футболу України, водночас продовжив виступи на аматорському рівні. Грав за команду «Случ» з міста Старокостянтинів.

### Збірна
Грав за юнацькі збірні різних вікових категорій, у складі яких був учасником чемпіонату Європи серед 16-річних 1997 та 1998 року, а також фіналістом чемпіонату Європи 2000 року серед 18-річних.
У складі збірної України U20 був учасником молодіжного чемпіонату світу 2001 року, яка дійшла до 1/8 фіналу.
У складі національної збірної України дебютував 11 жовтня 2003 року у матчі зі збірною Македонії, який завершився з рахунком 0-0.
Проте заграти у національній збірній Шершун не зміг, зігравши до 2006 року всього 4 матчі, після чого взагалі перестав викликатись до збірної

## Титули та досягнення
- Бронзовий призер чемпіонату України: 2001
- Чемпіон Росії (1): 2003
- Володар кубка Росії (2): 2002, 2005
- Володар суперкубка Росії (1): 2004
- Володар кубка УЄФА (1): 2005

## Особисте життя
Батько — Микола Вікторович Шершун, функціонер хмельницького та українського футболу, засновник ДЮФК «Поділля». Помер у квітні 2024 року у віці 76 років через 3 місяці після смерті сина.